# Adresă poștală

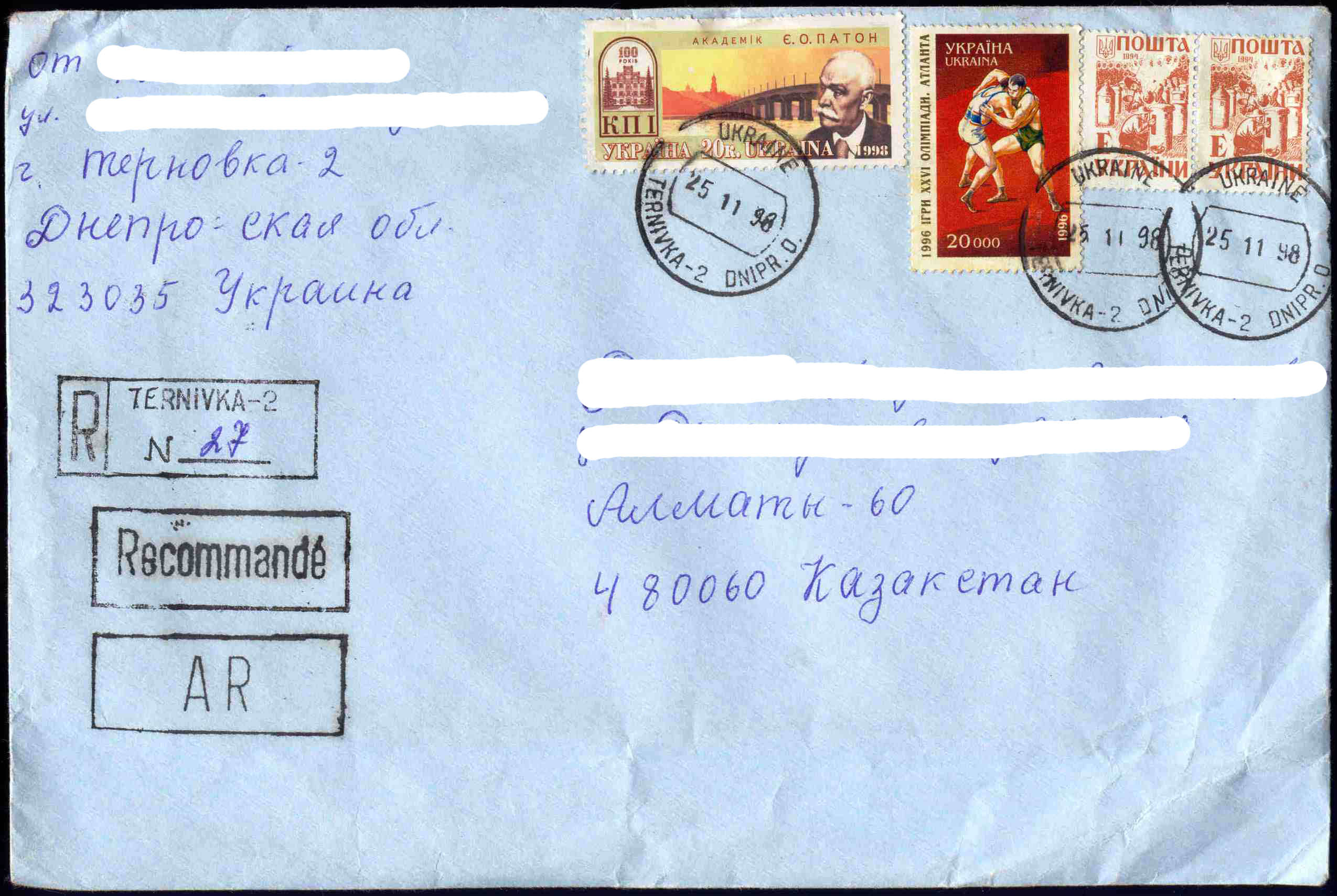
Plic poștal livrat în Ternivka, Ucraina, 25 noiembrie 1998, plic având aplicate patru timbre poștale

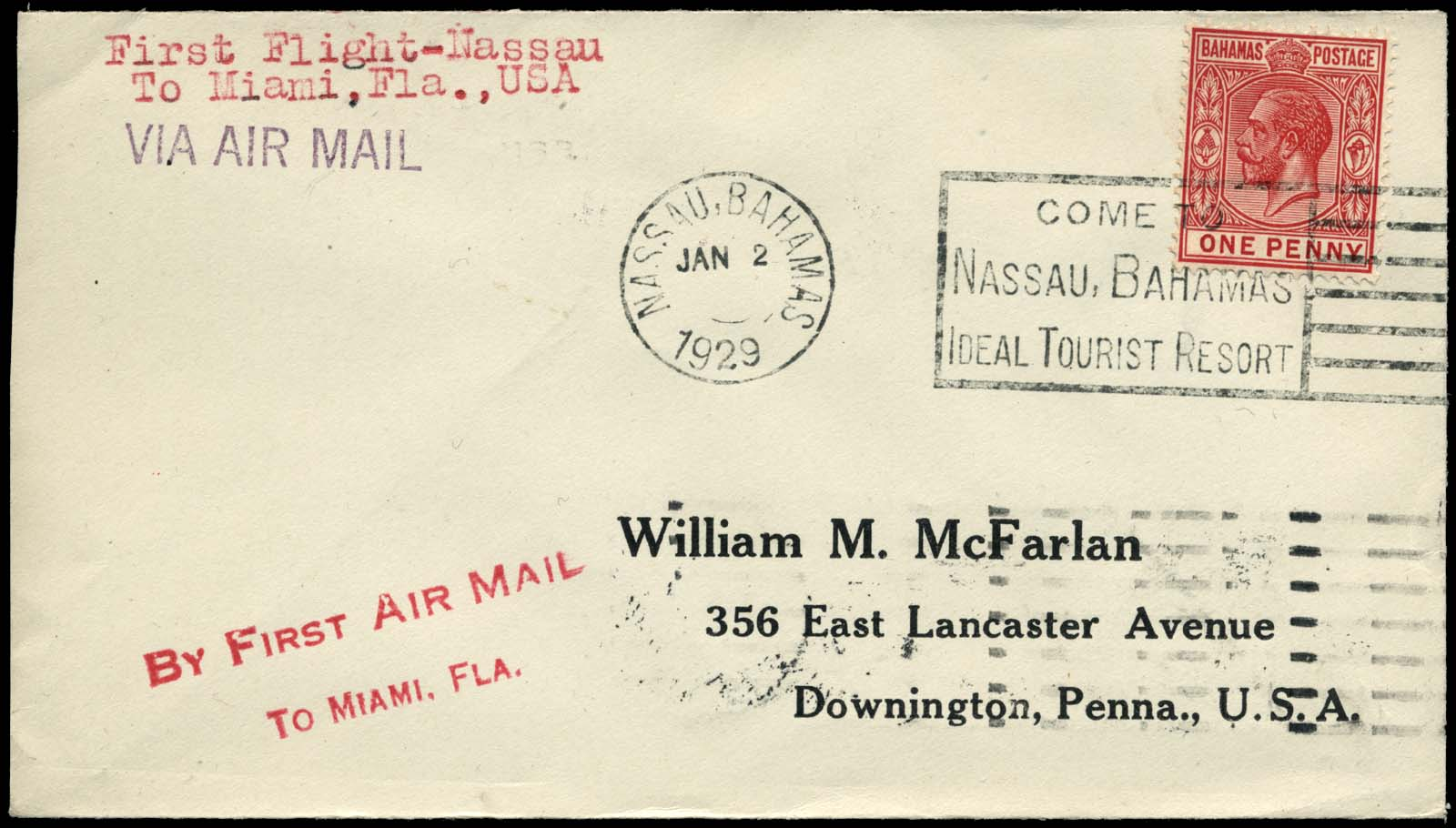
Plic poștal livrat în Nassau, Bahamas, 2 ianuarie 1929, plic având aplicat un singur timbru.

Adresa poștală, sau addressing, este o identificare completă a unui destinatar poștal. Această adresă identificativă, înscrisa pe plic, permite companiei poștale direcționarea și în final înmânarea plicului, destinatarului său.
Adresele poștale răspund regulilor de prezentare și de conținut, specifice fiecărei țări.

## Observații generale
Adresa poștală este în general scrisă, în centrul sau în centru-dreapta fetei plicului iar timbrul postal ar trebui să fie lipit, pe cât posibil, în colțul din dreapta-sus de pe aceasta fată a plicului.
Datele identificative ele expeditorului este sugerata și chiar, în anumite cazuri, impusa ca obligatorie, iar standardele recomanda înscrierea acestor informații pe spatele plicului   Pentru a se evita confuzia , pe multe plicuri sunt semnalate prin pre-tipărire locurile in care se sugerează a se înscrie fiecare informație privitoare la adresa, la locul ei..

## Germania
În Germania, codul poștal trebuie să fie plasat imediat înainte de numele orașului. Oricum, numărul de usa (sau de intrare) trebuie să fie amplasat spre finalul adresei (contrar a ceea ce este obișnuit în Franța), în timp ce complementul de adresa (ne-obligatoriu) în principiu ar trebui să fie situat într-o a doua linie.
Exemplu de o adresă în Germania:
```
ABC semnătura
Kundendienst
Hauptstr. 5
01234 Musterstadt
```

## Argentina
În Argentina, Codul Postal Argentinian (CPA) trebuie să fie scris cu majuscule și fără paranteze sau prefixe (C. P. sau Cod. Zip) si fără liniuțe intre litere sau intre cifrele care-l compun.
```
John-Parez
Balcarce 50
Etaj 2
C1064AAB
Autonome orașul Buenos Aires
```

```
Jose Perez
Cutia E 432
Poșta Centrală
C1000WAC
Autonome orașul Buenos Aires
```

```
Prof. Dr. Eva Gonzalez
Rural Scoala 45
Poșta Centrală
X5187XAB
San Clemente
```

```
Maria Lopez
Prin Cernuschi 97
21100 Varese (VA)
Italia
```

```
Victoria Bergoglio
Rivadavia 452 - Etajul 2
J5102DFI San Juan
```

## Belgia
În Belgia, codul postal ar trebui să fie înscris înainte de numele localității, dar numărul de ușă (sau de intrare) trebuie să fie amplasate spre finalul adresei (contrar a ceea ce se obișnuiește în Franța):
```
Pierre Dupont
Rue de la Liberté 10
1000 Bruxelles
```

## Canada
```
D-le Premier ministre
Édifice Langevin
80, rue Wellington 
[
5
]

Ottawa (Ontario) K1A 0A3 
[
6
]

Canada
```

```
JUSTIN TRUDEAU
BIROUL DE PRIM-MINISTRU
80 WELLINGTON ST
OTTAWA PE K1A 0A3
CANADA
```

## Spania
În Spania există un sistem de coduri poștale în vigoare începând cu anii ' 80, cod alcătuit din cinci cifre care indică: primele două provincia de destinație, în timp ce restul de trei indica localitatea sau districtul poștal (în localitățile care prin, dimensiunile lor, sunt susceptibile de sub-divizare).
Ordinea obișnuită a unei adrese poștale, în patru linii este aceasta: numele sau, după caz, adresa fiscala, se înregistrează în linia 1; strada, piața sau via publică cu numărul de ușă sau de intrare, se înscriu pe linia 2; cartierul, satul, sau vreo entitate mai mică a acelei localități, se înscriu în linia 3 (dacă este cazul) iar codul poștal și numele localității se înscriu in linia 4. Având în vedere că codul include deja referire la provincial, în provincia capitale puteți ignora această indicație, deși obiceiul este de obicei scrisă în linia următoare sau într —un format de mai sus— în paranteze după localitate.
Vezi un exemplu:
Dl Alfredo PIE DE ANSELMI 
Calle Luis Jorge Castaños, 23, 4º Dcha.
Urbanizatia LAS CASCAJUELAS
28999 VALDECILLAS DE JARAMA
Madrid

## Statele Unite Ale Americii
În Statele unite, codul poștal sau codul ZIP, conține cinci cifre, și se plasează la sfârșitul liniei care începe cu numele orașului și numele sau cu abrevierea respectivului stat:
Exemplu de adresă de noi:
```
Jeremy Martinson
455 Larkspur Dr.
California Springs, CA 92926
Statele Unite Ale Americii
```

```
Jeremy Martinson
455 Larkspur Dr.
California Springs, CA 92926-4601
Statele Unite Ale Americii
```

## Franța

### Recomandări ale serviciilor poștale
În Franța în conformitate cu recomandările de La Poste, adresa poștală este formată din:
- Numele de destinatarului (nume persoanei sau, după caz numele companiei, etc);
- Mențiuni complementare (cum ar fi identificare apartament, n° etaj, numele edificiului, etc);
- Numărul legat de calea (eventual urmat de un complement cum ar fi de exemplu bis, ter, quater, etc),[8] , urmat imediat de tipul de drum (strada, avenue⁠(d), bulevard, etc) si numele acestei căi;
- Cod Postal francez de 5 cifre fără separare intre ele, urmat de numele localitătii în litere majuscule.

### Exemple
Exemplu de adresa poștală special în Franța:
```
Pierre Dupond
```

```
10 rue de la Liberté
99123 VILLENOUVELLE
```

```
Dupond SA
Servicii comptable
52 rue des Narcise
BP 77
99123 VILLENOUVELLE
```

```
Dupond SA
Servicii comptable
52 rue des Narcise
BP 77 Belleville
99123 VILLENOUVELLE
```

```
Société Dupond
Pierre Berger, directeur comerciale
Bâtiment A
44 rue des Facteurs
87160 ARNAC-LA-POSTE CEDEX 7
```

### CIDEX sau CEDEX

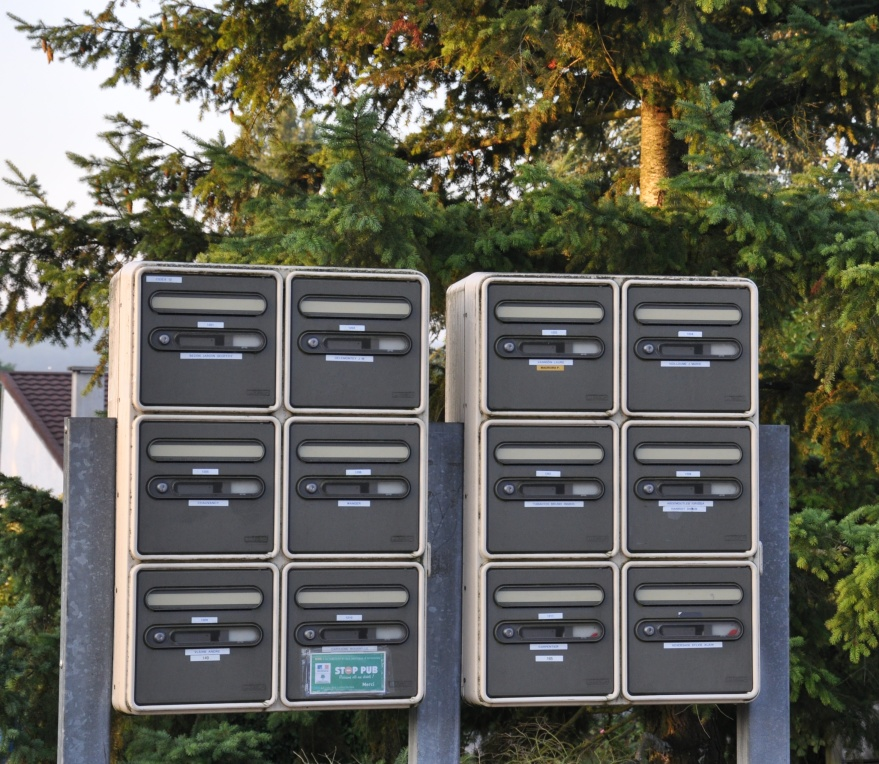
Un CIDEX, gruparea de boîtes aux lettres (cutii de e-mail sau cedexîn Franța.

### Cazul expedierilor poștale în străinătate
În cazul expedierilor cu destinație în țări străine, Uniunea Poștală Universală indică faptul că " rubrica adresei care indică țara de destinație este reglementată de recomandările țarii de origine a plicului, în timp ce in celelalte rubrici trebuie facute specificatiile în conformitate cu recomandările din țara de destinație". În acest sens, recomandările, de exemplu de La Poste din Franța, semnalează în ceea ce privește expedierile cu destinație în străinătate, ca trebuie să fie scrise în limba franceză, numele țării de destinație în ultima linie a rubricii de adresa poștală.
```
Ms S. Pollard
1 Chapel Street (
1, rue de la chapelle
)
Heswall
BOURNEMOUTH
BH1 1AA
ROYAUME-UNI (
MAREA BRITANIE
)
```

## Mexic
În conformitate cu recomandările Uri din Mexic, domiciliile postale se conformeaza in felul următor:
| Tip de adresa                                            | Structura de adresa poștală | Exemplu |
| -------------------------------------------------------- | --- | --- |
| Personal                                                 | Destinatar Tipul și denumirea de strada + Numarul, tipul și denumirea așezământului Cod Postal + Localitatea (opțional), Municipiul, Entitate federală                                                                                              | Alejandro Ramirez C. Francisco I. Madero Nr. 115 Col. Nuevo Casas Grandes Centro 31700 Nuevo Casas Grandes, Chih. |
| Companii                                                 | Destinatar, Zona sau poziția în companie (opțional) Numele companiei, tipul și denumirea de strada + Numarul, tipul și denumirea respectivului așezământ, Cod Postal + Localitatea (opțional), Municipiul, Entitate federală                        | Ing. Juan Rodriguez Altamirano Farmaceutice Altamirano Av Durango Nu. 264 Int. 1 Col. Prima Cutie 81200 Los Mochis, Ahome, Fără. |
| Cutia Postala, Lista de corespondență sau Poste restante | Destinatar [Afaceri] Domeniu sau poziție în companie (opțional) [Corporatie] Numele companiei Forma de livrare + [cutie poștală] Număr Numele de administrație poștală Codul postal de la posta + Locatie (Optional), Municipiul, Entitate federală | Daniel Gonzalez Oritz Po Box A44 Administrația Poștală Calvillo 20801 Calvillo, Aac. Esteban Hernandez Martinez Lista de corespondență Administrația Poștală Sper 85211 Cajeme, Sunt. Esperanza Rodríguez Dominguez Poste Restante Administrația Poștală Bermejillo 35231 Mapimí, Dgo. |

## Portugalia
```
PEDRO DA PONTE
RUA ALFREDO GUIMARÃES, 230
4800-407 GUIMARÃES
```

```
PATRÍCIA MARTINS
(42024
CE TELHEIRAS
1601-801 la LISABONA
```

## Marea Britanie
În marea Britanie, codul poștal este plasat întotdeauna în ultimul rând, și după numele orașului sau orașul de destinație:
Exemplu de adresă poștală de acest tip:
```
Domnul John SMITH
1 Vallance Drum
Bethnal Green
LONDRA
E2 1AA
```

## Elveția
```
Domnule
Pierre Dupont
Rue Pépinet 10
1003 Lausanne
```

```
Domnule
Pierre Dupont
Rue Pépinet 10
1003 Lausanne
Suisse
```